# سیارک ۵۳۶

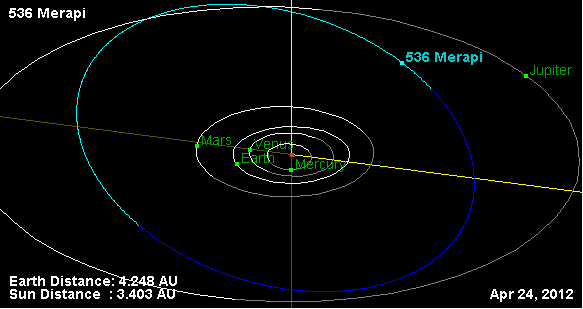
مدار سیارک ۵۳۶ (مراپی) و موقعیت آن در منظومه شمسی

سیارک ۵۳۶ (به انگلیسی: 536 Merapi، نامگذاری:1904OF) پانصد و سی و ششمین سیارک کشف شده‌است که در ۱۱ مه ۱۹۰۴ و در واشینگتن کشف شد.
قدر مطلق سیارک برابر ۸٫۰۸ است.